# Comelico Superiore
Comelico Superiore (velenceiül Comelgo de Sora) település Olaszországban, Veneto régióban, Belluno megyében. Lakosainak száma 2080 fő (2023. január 1.). Comelico Superiore Auronzo di Cadore, Danta di Cadore, San Nicolò di Comelico, Sesto és Kartitsch községekkel határos.

## Népesség
A település lakossága az elmúlt években az alábbi módon változott:
| Lakosok száma | 2199 | 2157 | 2080 |
|               | 2017 | 2018 | 2023 |